# The Dwarves Are Young and Good Looking
The Dwarves Are Young and Good Looking è il sesto album di studio del gruppo punk statunitense Dwarves, pubblicato nel 1997 dalla Theologian Records.
All Music Guide l'ha definito il miglior lavoro della band, in cui il gruppo ha abbandonato l'hardcore punk degli esordi e l'attitudine shock rock.

## Tracce
1. Unrepentant – 2:14
2. We Must Have Blood – 2:15
3. I Will Deny – 1:39
4. Demonica – 1:57
5. Everybodies Girl – 2:42
6. Throw That World Away – 1:34
7. Hits – 1:13
8. The Ballad of Vadge Moore – 1:33
9. One Time Only – 1:30
10. Pimp – 1:06
11. The Crucifixion Is Now – 1:11
12. You Gotta Burn – 3:45
13. Untitled – 16:17

## Crediti[2]
- Blag Dahlia - voce, produttore
- He Who Cannot Be Named - chitarra
- Salt Peter - basso
- Nick Oliveri - basso
- Tim Madison - percussioni
- Pete Vietnam - tastiere
- Bradley Cook - produttore, ingegneria del suono
- Eric Dodd - produttore, missaggio
- Erick K. Bluhm - artwork
- James Farrell - fotografia
- Jody Ville - fotografia
- John Matousek - mastering